# Divisió de Saran
La divisió de Saran és una entitat administrativa de Bihar, Índia. Fou creada el 23 d'abril de 1991 per segregació de la divisió de Tirhut té la capital a Chapra, integrada el 2005 per tres districtes:
- Districte de Saran
- Districte de Siwan
- Districte de Gopalganj